# گورگن ماهاری
گورگن گریگوری عجمیان (به ارمنی: Գուրգեն Գրիգորի Մահարի) متخلص به گورگن ماهاری (به ارمنی: Գուրգեն Մահարի) (به انگلیسی: Gurgen Mahari) (زادهٔ ۱ آگوست ۱۹۰۳ در وان – درگذشتهٔ ۱۷ ژوئن ۱۹۶۹ در ایروان) شاعر و نویسندهٔ ارمنی معاصر بود.

## زندگی‌نامه
خانوادهٔ ماهاری اهل وان بودند. شهر وان در ارمنستان غربی (مناطق شرقی ترکیه‌ی امروزی) واقع شده بود و مهم‌ترین شهر ارمنی‌نشین ولایات ارمنی امپراتوری عثمانی بود. در سال ۱۹۱۵ در دوران نسل‌کشی ارمنی‌ها، مردم وان در مقابل یورش نیروهای نظامی ترک و مردم ترک شهر به مقاومت برخاسته بودند و با رسیدن قوای روسیه به شهر توانسته بودند از قتل‌عام نجات پیدا کنند. اما چند ماه بعد، نیروهای روس تصمیم به عقب‌نشینی گرفته بودند و این به معنای تخلیهٔ شهر بود. خانواده ماهاری هم در میان این مهاجران و متواریان به روسیه بودند. خود ماهاری آن زمان نوجوانی سیزده‌ساله بود و بعد از پناهندگی به ارمنستان روسیه در یتیم‌خانه بزرگ شده بود.

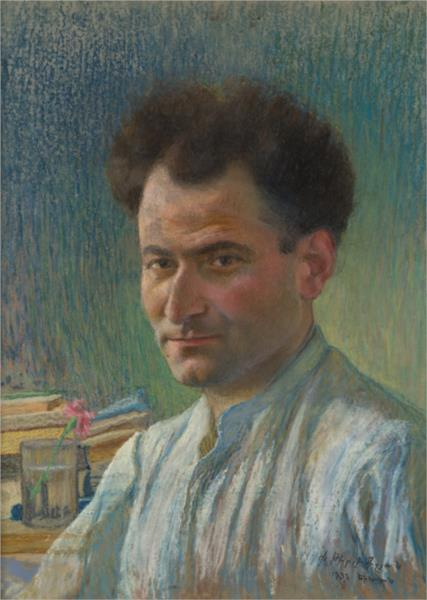

ماهاری در سال‌های دهه ۱۹۲۰م فعالیت‌های دامنه‌داری در عرصه ادبیات ارمنی آغاز کرد و به اتفاق تنی چند از شاعران و نویسندگان ارمنی، گروه ادبی «اکتبر» را بنیان نهاد. این گروه بعدها با انجمن ادبی «نوامبر» یقیشه چارنتس ادغام شد.
اولین کتاب او «تایتانیک» در سال ۱۹۲۴ به چاپ رسید. او سپس سه‌گانهٔ زندگی‌نامه‌ای خود را نوشت (قسمت اول: «کودکی» در سال ۱۹۲۹ به چاپ رسید و نوشتن قسمت سوم آن در ۱۹۵۵ پایان یافت) که روایتگر داستان چگونگی نجات یافتن وی و تراژدای که بر سر ارمنیان ارمنستان غربی گذشته‌است.
او توسط پلیس مخفی شوروی دستگیر شد در دورهٔ استالینیسم و آزاد شد پس از مرگ استالین (ماهاری در سال ۱۹۳۷ به ۱۰ سال حبس محکوم شد که در سال ۱۹۴۷ بازگشت و یک سال بعد دوباره تبعید گشت).
گورگن ماهاری از پیشکسوتان ادبیات ارمنستان شوروی بود، دوست و هم‌دوره یقیشه چارنتس و «آکسِل باکونتس» که در دوران سیاه استالین همراه آن‌ها به زندان افتاده و بر خلاف آن‌ها از مهلکه جان سالم به در برده بود. او بیش از یک دهه از عمر خود را در سیبری در تبعید گذرانده بود و همان‌جا با همسرش «آنتونینای لیتویایی» آشنا شده بود. بعد با هم به ارمنستان آمده بودند و دورهٔ جدیدی در زندگی ادبی ماهاری شروع شده بود.
او همچنین نویسندهٔ رمان باغستان‌های شعله‌ور (۱۹۶۶) و چارنتس‌نامه (۱۹۶۸) یادبود شاعر ارمنی یقیشه چارنتس است.
در سال ۱۹۶۶ که باغستان‌های شعله‌ور کتاب در ایروان منتشر شد، خشم مردم، روشنفکران، "انجمن نویسندگان ارمنستان"،"حزب کمونیست ارمنستان" و حزب داشناکسوتیون در جماعت ارمنیان پراکنده را برانگیخت. گورگن ماهاری تحت فشار قرار گرفت که در رمان خود تجدید نظر کرده و نگارش جدیدی از آن را برای انتشار آماده کند، در دانشگاه دولتی ایروان همایشی برگزار شد و طی آن رسماً کتاب را به آتش کشیدند؛ نویسنده و خانواده‌اش را که به هنگام انتشار کتاب در خارج از ارمنستان به سر می‌بردند تهدید کردند که اگر به ارمنستان برگردند کشته خواهند شد و چون گوش نسپردند و برگشتند، به طرف خانه‌شان سنگ و پوست هندوانه و آشغال پرتاب کردند.
ماهاری کمتر از دو سال بعد از انتشار این کتاب از دنیا رفت، در حالی که در انزوا زندگی می‌کرد و روانش از این‌همه نامردمی مکدر بود. امروز از کتاب او و خودش اعادهٔ حیثیت شده‌است. انجمن نویسندگان که او را اخراج کرده بود صدمین سالگرد تولد او را جشن می‌گیرد و کتاب را یکی از چند رمان مهم ارمنی می‌دانند. اما کسی نمی‌گوید آن رفتار وحشیانه با نویسنده‌ای بزرگ که قتل‌عام و تبعید در سیبری را از سر گذرانده بود، محصول چه طرز تفکری بود. امروز کتاب باغستان‌های شعله‌ور به انگلیسی ترجمه شده و ارزش‌های ادبی آن روز به روز بیشتر آشکار می‌شود.

## شعری از گورگن ماهاری به نام (تو)
| تو دختری زیبا هستی تو غروبی تیره                 |  | من در برابر تو دکل بادبانی هستم سبکبال و غرقه اندر مه… |
| یک روز، وقتی که دریاهای همیشه بیدار خاموش می‌شوند |  | و جیر جیرک‌ها در باغچه‌ها و مزارع آواز سَر می‌دهند         |
| یک روز، وقتی که آفتاب پس پشت کوه‌ها به خواب می‌رود |  | و ماه پیر به دریای مرگ فرو می‌غلتد                      |
| دکل کبود خسته - غرقه در تاریکی - گم می‌گردد       |  | و تو در یخبندان به جا می‌مانی تو! غروبی تیره!           |